# Tutya Yılmaz
Tutya Yılmaz (Istanboel, 4 juni 1999) is een Turks gymnast.
In 2016 nam ze deel aan de Olympische zomerspelen in Rio de Janeiro, waar ze op vier onderdelen (sprong, brug, balk, vloer) in de gymnastiek uitkwam op het onderdeel meerkamp.